# Atheris matildae
Espèce
Atheris matildae est une espèce de serpents de la famille des Viperidae. 

## Répartition
Cette espèce est endémique de Tanzanie.

## Étymologie
Cette espèce est nommée en l'honneur de Matilda Davenport, la fille de Timothy Richard Bentley Davenport.

## Publication originale
- Menegon, Davenport & Howell, 2011 : Description of a new and critically endangered species of Atheris (Serpentes: Viperidae) from the Southern Highlands of Tanzania, with an overview of the country’s tree viper fauna. Zootaxa, no 3120, p. 43–54.